# 須藤春夫
須藤 春夫（すどう はるお、1943年- ）は、日本の社会学者。法政大学社会学部名誉教授。専門はマスコミュニケーション論。

## 来歴
1943年、東京都に生まれる。法政大学社会学部卒業後、1968年、同大学院社会学専攻修士課程修了、その後、社団法人日本民間放送連盟研究所を経て、法政大学社会学部教授に就任。2013年退任、名誉教授。メディア総合研究所の所長に就任するなど、数多く活躍している。広告コミュニケーションと消費社会・グローバリゼーションと広告の変容・デジタル化と放送政策・産業構造の変容と問題性などを研究テーマとしている。
「九条の会」傘下の「マスコミ九条の会」呼びかけ人を務めている。

## 著書
- 『現代情報ネットワータ論』（共編著、ミネルヴァ書房）
- 『メディアと情報化の現在』（共著、日本評論社）
- 『新版社会学』（共著、文化書房博文社）
- 『ふれあいのネットワーク』（共編著、NHKブックス）
- 『デジタル放送で何が起こるか』（大月書店）
- 『21世紀のマスコミ第3巻広告編』（大月書店）